# トレント最後の事件
『トレント最後の事件』（トレントさいごのじけん、Trent's Last Case）は、E・C・ベントリー作の長編推理小説。1913年発表。
ミステリと恋愛要素の見事な融和、考えられたトリック、意外な結末などが高い評価を受け、古典名作の一つに数えられる。同時に欧米ミステリ界はこの秀逸な長編を転換期として、それ以前の短編主軸の推理小説から一歩進んだ本格黄金時代を迎えたとも言われており、ミステリの歴史においても重要な意味を持つとされる。

## あらすじ
アメリカ財界の大物、ジグズビー・マンダースンが死体となって発見された。その情報を手に入れた新聞社社長ジェームズ・モロイは、画家であり臨時の新聞記者も兼ねるフィリップ・トレントに調査を依頼する。トレントは事件解決へと奔走するが、そんな最中、未亡人となったジグズビーの妻メイベルに出会い、次第に容疑者の一人である彼女に心惹かれていってしまう。

## エピソード
- ベントリーがこれ以上推理小説を書くつもりがなかったこともあり、探偵役を務めるフィリップ・トレントは本作が初登場であるにもかかわらず、作中でこの事件を自身が扱う最後の事件にすると決意している。しかし実際にはその後、H・ワーナー・アレンとの合作による長編『トレント自身の事件』が執筆されており、この作品の中でトレントは再び事件に巻きこまれる。
- この作品の献辞はギルバート・ケイス・チェスタートンに捧げられている。これは二人がセント・ポール学院以来の親友だからということもあるが、同時に1908年に発表されたチェスタートン作の推理小説『木曜の男』の献辞がベントリーに捧げられたことに対する返礼の意味も込められている。

## 日本語訳
- 『生ける死美人』（延原謙訳、「探偵小説」昭和7年7、博文館）1932
本邦初訳。抄訳
- 『トレント最後の事件』（延原謙訳、黒白書房） 1935
抄訳
- 『トレント最後の事件』（延原謙訳、雄鶏社、おんどり・みすてりい） 1950
- 『トレント最後の事件』（延原謙訳、新潮社、探偵小説文庫） 1956
- 『トレント最後の事件』（高橋豊訳、早川書房、ハヤカワ・ポケット・ミステリ） 1956
- 『トレント最後の事件』（田島博訳、東京創元社、世界推理小説全集8） 1956
- 『トレント最後の事件』（延原謙訳、新潮社、新潮文庫） 1958
- 『トレント最後の事件』（田島博訳、東京創元社、創元推理文庫） 1959
- 「トレント最後の事件」（田島博訳、東京創元社、『世界名作推理小説大系5』） 1960
「矢の家」（A・E・W・メースン）
- 「トレント最後の事件」（大久保康雄訳、中央公論社、『世界推理名作全集5』）1960
「ほんものの陣羽織」（E・C・ベントリー）
「男の首」（ジョルジュ・シムノン）
「サン・フォリアンの首吊り男」（ジョルジュ・シムノン）
「三つのレンブラント」（ジョルジュ・シムノン）
- 『トレント最後の事件』（田島博訳、東京創元社） 1961
- 『トレント最後の事件』（大久保康雄訳、中央公論社、世界推理小説名作選） 1962
- 「トレント最後の事件」（宇野利泰訳、東都書房、『世界推理小説大系11』）1962
「ミドル・テンプルの殺人」（J・S・フレッチャー）
「ほんものの陣羽織」（E・C・ベントリー）
「失踪した弁護士」（E・C・ベントリー）
「利口なおうむ」（E・C・ベントリー）
- 「トレント最後の事件」（宇野利泰訳、講談社、『世界推理小説大系3』） 1972
「赤い家の秘密」（A・A・ミルン）
- 『トレント最後の事件』（大久保康雄訳、東京創元社、創元推理文庫） 1972
- 『トレント最後の事件』（宇野利泰訳、講談社文庫)  1976
- 『トレント最後の事件』（高橋豊訳、早川書房、ハヤカワ・ミステリ文庫） 1981
- 『トレント最後の事件』（大西央士訳、集英社、集英社文庫、乱歩が選ぶ黄金時代ミステリーBEST10(5)） 1999
- 『トレント最後の事件【新版】』（大久保康雄訳、東京創元社、創元推理文庫）2017